# Neauphle-le-Vieux
 Neauphle-le-Vieux  ist eine französische Gemeinde mit 924 Einwohnern (Stand 1. Januar 2022) im Département Yvelines in der Region Île-de-France. Sie gehört zum Arrondissement Rambouillet und zum Kanton Aubergenville (bis 2015: Kanton Montfort-l’Amaury).
Nachbargemeinden von Neauphle-le-Vieux sind Beynes im Norden, Villiers-Saint-Frédéric im Osten, Jouars-Pontchartrain im Südosten, Mareil-le-Guyon und Le Tremblay-sur-Mauldre im Süden, Méré im Südwesten und Vicq im Westen.

## Bevölkerungsentwicklung
| Jahr      | 1962 | 1968 | 1975 | 1982 | 1990 | 1999 | 2008 | 2015 |
| Einwohner | 511  | 493  | 526  | 549  | 577  | 704  | 691  | 974  |

## Sehenswürdigkeiten
- Kirche Saint-Pierre-et-Saint-Nicolas (12. Jahrhundert)
- Ehemalige Abtei Saint-Pierre (11. Jahrhundert)
- Abtei (Ende 17. Jahrhundert)
- Schloss Les Fauvettes (17.–19. Jahrhundert)